# Șoimii Sibiu
Șoimii Sibiu war ein rumänischer Fußballverein aus Sibiu. Er wurde im Jahr 1913 gegründet und spielte insgesamt drei Jahre in der höchsten rumänischen Fußballliga, der Divizia A (heute Liga 1). Im Jahr 2001 löste er sich auf.

## Geschichte
Șoimii Sibiu (deutsch Falken) wurde im Jahr 1913 gegründet. Nach Beginn des Ligaspielbetriebs in Rumänien im Jahr 1921 spielte der Klub zunächst in der regionalen Meisterschaft von Brașov und Sibiu, ab 1923 in der regionalen Meisterschaft von Sibiu um die Qualifikation zur nationalen Endrunde um die rumänische Fußballmeisterschaft. Erstmals konnte sich der Klub im Jahr 1924 qualifizieren, zog aber in der nationalen Vorrunde gegen CFR Mureșul Târgu Mureș den Kürzeren. Ein Jahr später gelang Șoimii erneut die Qualifikation, trat aber in der Endrunde gegen Jahn Czernowitz nicht an und schied aus.
Nachdem sich der Klub in den folgenden Jahren nicht gegen den Lokalrivalen Hermannstädter Turnverein durchsetzen konnte, gelang Șoimii erst im Jahr 1928 die erneute Qualifikation – verbunden mit dem größten Erfolg der Vereinsgeschichte: Nach Siegen gegen Craiovan Craiova und Chinezul Timișoara, das zuvor sechs Mal in Folge die Meisterschaft gewonnen hatte, stand der Klub im Halbfinale, schied dort aber aus, nachdem er gegen seinen Gegner Jiul Lupeni nicht angetreten war. Ein Jahr später war die nationale Endrunde bereits nach einem Spiel beendet.
In den folgenden Jahren gelang es Șoimii nicht mehr, sich für die nationale Endrunde zu qualifizieren. Als im Jahr 1932 hingegen die rumänische Profiliga Divizia A aus der Taufe gehoben wurde, gehörte der Verein zu den Gründungsmitgliedern. Sportlich konnte der Verein nicht mithalten. Nachdem er schon in der Saison 1932/33 den letzten Platz seiner Gruppe belegt hatte, schloss er die folgende Spielzeit nicht besser ab und musste in die neu gegründete Divizia B absteigen. Dort erlebte Șoimii wechselhafte Jahre. Nach einem vorletzten Platz im Jahr zuvor verpasste der Klub im Jahr 1936 nur knapp hinter IAR Brașov die Qualifikation zur Aufstiegsrunde. Die folgenden Jahre kämpfte er Verein ums Überleben und musste sich sowohl in der Saison 1937/38 als auch 1938/39 zur Mitte der Spielzeit vom Spielbetrieb zurückziehen.
Nach dem Ende des Zweiten Weltkrieges nahm Șoimii den Spielbetrieb in der Divizia C wieder auf und schaffte bereits 1947 die Rückkehr in die Divizia B. Nach der Machtübernahme der Kommunisten schloss sich der Verein der rumänischen Eisenbahngesellschaft Căile Ferate Române (CFR) an und firmierte zunächst unter Șoimii CFR Sibiu, bald darauf unter CFR Sibiu und schließlich ab 1949 unter Locomotiva Sibiu. Unter diesem Namen gelang dem Klub im Jahr 1949 die Rückkehr in die Divizia A, aus der er aber nach nur einer Spielzeit am Ende der Saison 1950 wieder absteigen musste. Im selben Jahr zog der Verein wie schon im Vorjahr ins Halbfinale des rumänischen Pokals ein, wo er erneut gegen den späteren Sieger CCA Bukarest ausschied.
Nach dem Abstieg wurde Locomotiva „durchgereicht“ und stieg bereits 1951 aus der Divizia B ab, so dass der Klub fortan nicht mehr im überregionalen Spielbetrieb vertreten war (die Divizia C wurde seinerzeit nur sporadisch ausgetragen). Der Klub spielte zwanzig Jahre lang in den Ligen des Kreises Sibiu, ehe er im Jahr 1973 mit dem Lokalrivalen CSM Sibiu fusionierte und dessen Platz unter seinem alten Namen Șoimii Sibiu in der Divizia B einnahm.
Zunächst konnte Șoimii an die besten Zeiten der Vereinsgeschichte anknüpfen und verpasste in den Jahren 1974, 1975 und 1976 jeweils knapp den Aufstieg in die Divizia A. In den nächsten Jahren fiel der Klub aber ins untere Mittelfeld zurück. Zu Beginn des Jahres 1981 schloss er sich dem Unternehmen Întreprinderea de Piese Auto Sibiu (IPA) an und änderte seinen Namen in Șoimii IPA Sibiu. Nach sechs wechselhaften Jahren (zweimal wurde knapp der Aufstieg verfehlt, zweimal knapp der Klassenerhalt erreicht), stieg der Verein im Jahr 1986 in die Divizia C ab. Dort gelang nach vier Jahren die Rückkehr in die Divizia B.
Der Übergang von der Planwirtschaft zur Marktwirtschaft nach der Rumänischen Revolution gelang dem Klub nicht. Im Jahr 1992 wurde er eine Spielabsprache für schuldig befunden und mit acht Punkten Abzug bestraft, was den Abstieg in die Divizia C bedeutete. Nach der Umbenennung von IPA in COMPA änderte auch der Verein seinen Namen in Șoimii COMPA Sibiu. Schon im Jahr 1993 stieg er aus der Divizia C ab und spielte in der Divizia D des Kreises Sibiu.
Im Jahr 1995 gelang Șoimii der Wiederaufstieg. Schon nach wenigen Jahren spielte der Klub um den Aufstieg in die Divizia B mit, den er im Jahr 2000 knapp als Zweitplatzierter hinter Pandurii Târgu Jiu verpasste. Der Klub geriet kurz darauf in finanzielle Schwierigkeiten und musste sich während der Saison 2000/01 vom Spielbetrieb zurückziehen. Kurze Zeit später löste er sich auf.

## Erfolge
- Halbfinalist in der rumänischen Meisterschaft: 1928
- Halbfinalist im rumänischen Pokal: 1949, 1950
- Aufstieg in die Divizia A: 1949
- Aufstieg in die Divizia B: 1947, 1990

## Bekannte Spieler
- Marin Radu
- Gheorghe Rășinaru
- Viorel Tănase

## Bekannte Trainer
- Nicolae Lupescu